# Chrysosoma sugdeni
Chrysosoma sugdeni är en tvåvingeart som beskrevs av Daniel J. Bickel 1994. Chrysosoma sugdeni ingår i släktet Chrysosoma och familjen styltflugor. Inga underarter finns listade i Catalogue of Life.